# 豊澤團平
豊澤 團平（とよざわ だんぺい）は、文楽義太夫節三味線方の名跡。豊澤 団平または豊沢 団平とも表記する。
二代目豊澤廣助が幼名として團平を名乗るが、三味線弾きの名跡としては初代・二代を数える。
高野山奥之院に初代・二代目の墓が並んで建てられている。

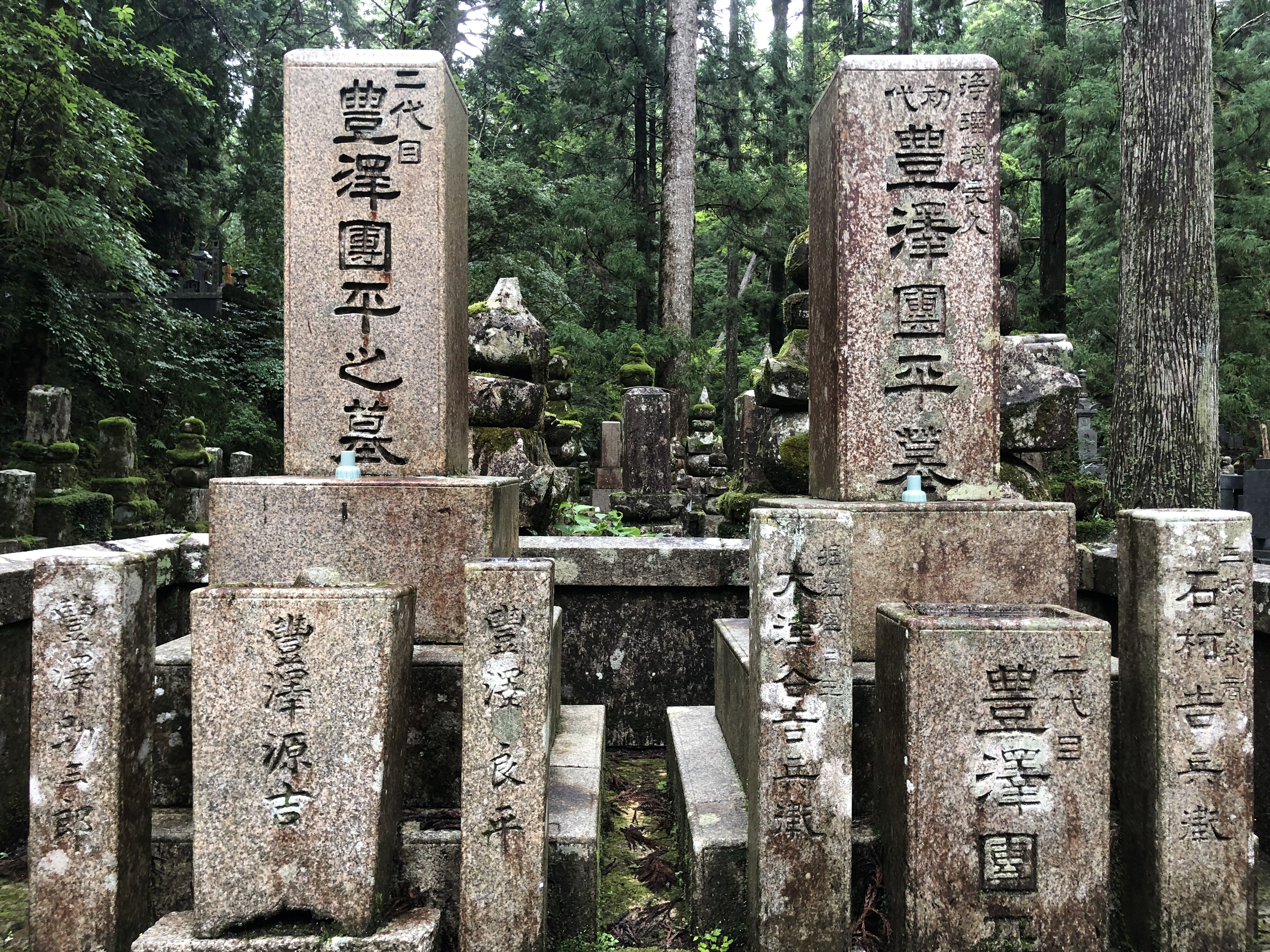
初代豊澤團平・二代目豊澤團平の墓

## 豊澤團平（幼名）
豊澤吉松 → 豊澤言平 → 豊澤権平 → 豊澤團平 → 豊澤言（権）平 → 豊澤仙左衛門 → 二代目豊澤廣助
二代目豊澤廣助が文化9年（1813年）1月～7月の間に約半年間名乗った幼名
石割松太郎の調べによると、文化9年（1813年）正月稲荷芝居に初めて「豊澤團平」の名が番付に載り、同年6月25日初日の稲荷芝居が最後で、同年8月には豊澤言平と元の名に戻っている。因みに、翌9月稲荷芝居では「権平改め豊澤仙左衛門」と仙左衛門を襲名し、後の文政8年（1825年）二代目豊澤廣助を襲名した。

## 初代
（文政11年（1828年） - 明治31年（1898年）4月1日）
豊澤力松 → 豊澤丑之助 → 初代豊澤團平
本名は加古仁兵衛。通称：大團平・清水町の師匠

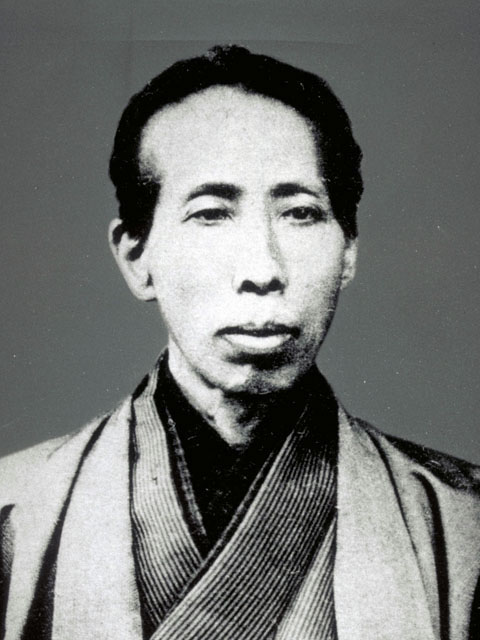
初代豊澤團平　明治31年以前の撮影

播磨国加古川（現在の兵庫県）の生まれ、竹本千賀太夫の養子。天保10年（1839年）に三代目豊澤廣助に入門し、豊沢力松を名乗る。天保13年（1842年）1月豊澤丑之助に改名。弘化元年（1844年）豊澤團平と再改名。三代目竹本長門太夫を皮切りに五代目竹本春太夫、二代目竹本越路太夫（後の竹本摂津大掾）と名だたる名人を文楽座にて弾き、史上初の三味線弾紋下となった。明治17年（1884年）8月文楽座を去り、彦六座へ移り、三代目竹本大隅太夫の相三味線となる。同年同座11月公演が相三味線披露で役場は『国姓爺合戦』の三段目切「甘輝館の段」であったが、團平のあまりの稽古の激しさに大隅太夫は声を潰してしまい、六代目竹本源太夫が代役したというほどであった。明治31年（1898年）4月1日稲荷座興行の初日に「志渡寺」を弾きながら脳溢血を起こし、病院へ運ばれる途中で落命した。享年72歳。戒名は大達糸道居士。墓は大阪阿倍野墓地と高野山奥之院に團平名跡を継いだ二代目豊澤團平の弟子が建立した墓（碑）がある。
浄瑠璃長久 初代豊澤團平之墓
水鉢…二代目豊澤團平

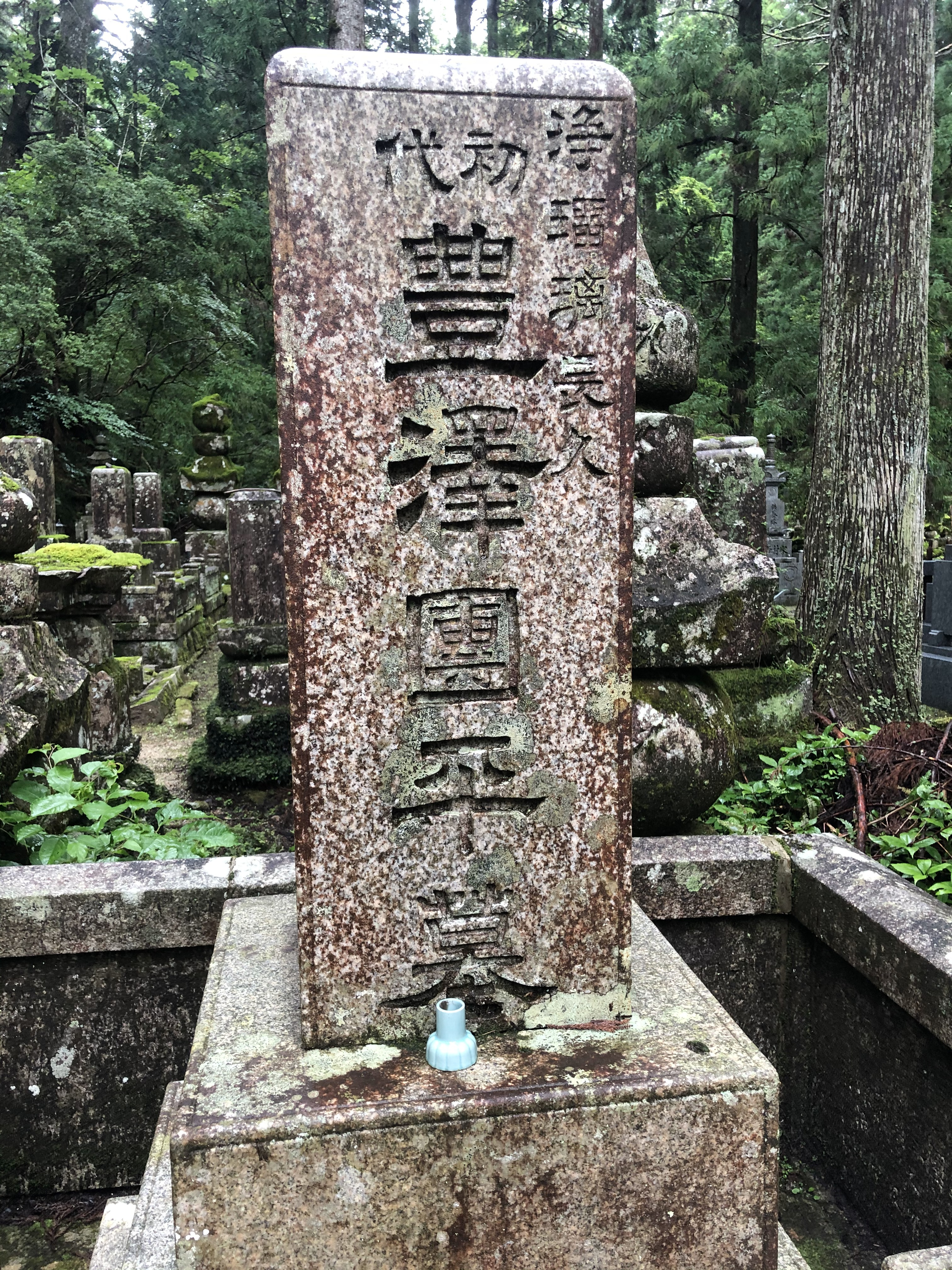
初代豊澤團平の墓

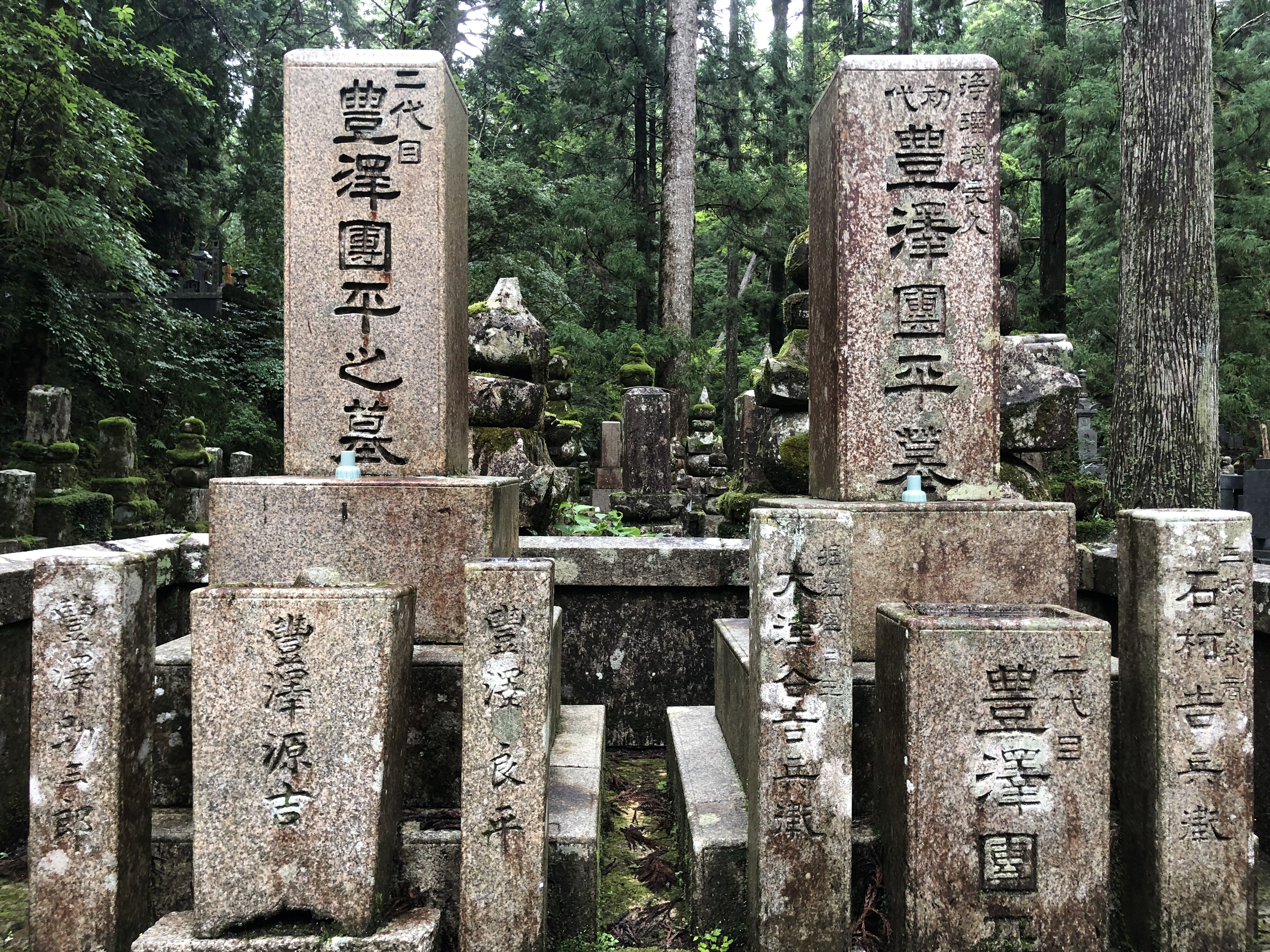
初代豊澤團平・二代目豊澤團平の墓

花立…三味線糸商 石村吉兵衛（右）・堀江座座主 木津谷吉兵衛（竹本織太夫（代数外）（左）
二代目豊澤團平之墓
水鉢…（六代目）豊澤源吉（門弟）
花立…豊澤良平（右 門弟）  豊澤助三郎（左 門弟）
主な作曲に「壺坂観音霊験記」「良弁杉由来」等を作曲。
溝口健二監督の映画『浪花女』は、豊澤團平をモデルとしている。
生國魂神社境内の浄瑠璃神社に神号「三緒妙音翁神（みつのをたえねをのかみ）」として祀られている。
團平の作曲とその妻千賀の作として知られる『壺坂観音霊験記』の加島屋竹中清助版の床本（豊澤團平章）の奥付に「校閲　初代豊澤團平　著作者　加古千賀」と記されている。
昭和18年（1943年）1月四ツ橋文楽座二代目豊竹古靱太夫櫓下披露興行のパンフレット内「文楽座櫓下の代々 ―明治期以降―」に「（二代目竹本越路太夫は）明治十六年四月興行より文楽座櫓下となる。この時同時に初代豊澤團平も櫓下に入る」とある。
東京音楽協会編『音楽年鑑 昭和10年版』の初代鶴澤道八欄に「初代豊澤團平の直門」とある。また、初代鶴澤道八本人も「私が初代團平師に就いて修行中も」と語っている。
『道八芸談』にも「千賀女離縁話」として収録されている乞食が團平の三味線を所望し訪ねてきたが、妻千賀が一旦は追い返してしまったものを、團平が後ろで聞いており、中に招き入れ、三味線を聞かせてやった（妻の応対に怒り離縁を言い出した）という逸話が東京高等師範学校附属中学校国語漢文研究会編纂『新定国文読本参考書等』掲載されている通り教科書にも収録され、広く世間に知れ渡っていた。それは初代道八の娘の「お父さん、うちの教科書にお師匠さんのことが出てるよ」という発言からも明らかである。鈴木鼓村著『耳の趣味』内「妙人團平」がこの話の出典で、「（略）海松布のやうな着物を着た乞食が、或日初代豊澤團平の住居の格子先へ立つた」という書き出しで始まる。

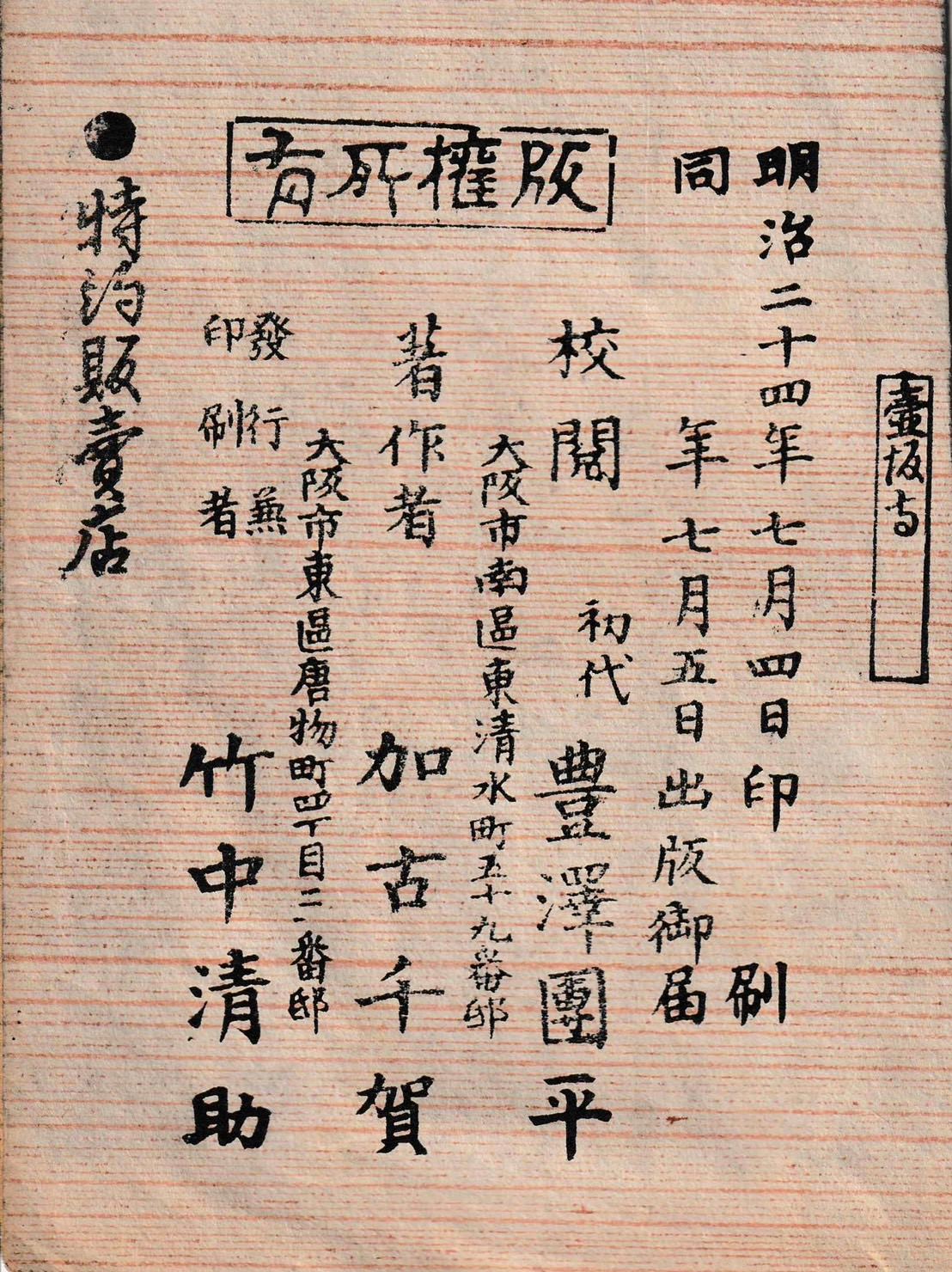
校閲　初代豊澤團平と記された壺坂観音霊験記の床本の奥付

## 二代目
（安政5年7月5日（1858年8月13日） - 大正10年（1921年）5月5日）
豊澤九市 → 鶴澤九市 → 豊澤九市 → 五代目豊澤源吉 → 四代目豊澤仙左衛門 → 二代目豊澤團平
本名植畑九市。安政6年（1859年）7月5日、大阪市東区玉造東雲町一丁目の傘商である植畑豊七の次男として生まれる。

### 豊澤團平に入門し、豊澤九市を名乗る
九歳の時に、竹本祖太夫（二代目豊竹呂太夫）の父である初代鶴澤重造に入門するも、師匠重造は、明治2年（1869年）五代目竹本綱太夫を弾いている際に、綱太夫と揉め、三味線を下において楽屋へ飛び込み、それ以来芝居への出勤を断り、自宅で稽古を続けていたため、九市は芝居に出ることができなかった。そこで、師匠重造からの手紙を持ち、初代豊澤團平のところへ弟子入りした。本名から豊澤九市と名乗る。
明治4年（1871年）8月いなり文楽座『伊賀越』で大序を弾き初舞台。翌9月の番付に「豊澤九市」の名前が確認できる。翌明治5年（1872年）1月松島文楽座の杮落し『御祝儀三番叟』で初代團平・初代新左衛門・豊澤猿糸のツレ弾きをする。この年、師匠鶴澤重造の追善浄瑠璃会が北久太郎町の北福（大一楼）が開かれ、そこで九市の三味線を聞いた三代目竹本雛太夫（後の五代目竹本住太夫）が「是非弾いてもらいたい」ということで、明治6年（1873年）10月道頓堀竹田芝居『大江山酒吞童子』「土蛛の段」にて雛太夫を弾いた。翌明治7年（1874年）、16歳で初代竹本春子太夫（三代目竹本大隅太夫）を弾く。明治11年（1878年）10月堀江市の側の芝居にて六代目竹本綱太夫が「急ぐ駅路は車の綱に道を走らせ芦の都の御贔屓の綱をたよりに山川の難所をいとはず再び御地に帰り」と番付に口上書きをして大阪へ帰ってきた芝居で『八陣守護城』が通し狂言で上演され、『近頃河原の達引』が附物となった。
「堀川猿回しの段」が初代竹本春子太夫の役場に決まったため、豊澤九市が三味線を勤めることになったが、あまりの若さでの九市の抜擢に、段切れの猿回しのツレ弾きを弾いてくれるものがなかった。
「十八歳やそこらの青二才に附物の三味線を弾かせるような破格なことはございませんので随分仲間に苦情があったそうで夫れが為にも誰もツレ弾きをしてくれる人がありません。仕方が無いので自分一人で勤める覚悟を極めて居ますと、當時大立者の（初代豊澤）新左衛門が其事を聞いて己（俺）が弾いて遣ると言って下すつた時は実に有難く感じました」と本人が語るように、初代新左衛門がツレ弾きを買って出てくれた。ツレ弾きはその三味線よりも格下のものが勤める習いであるので、格上の三味線弾き…ましてその芝居の番付で三味線弾きの留めである新左衛門が勤めるというのは破格中の破格である。後述の通り、新左衛門から見て九市は娘婿であり、九市から見れば新左衛門は義父にあたる。
その後、九市の孫婿である鶴澤政二郎が、五代目鶴澤徳太郎の襲名披露にて『本朝廿四孝』「狐火の段」にて新・徳太郎のツレ弾きを勤めた。これは義父新左衛門がツレ弾きを勤めてくれたエピソードと重なる

### 鶴澤清六家に養子に入る
この年、九市は畳屋町の師匠、初代鶴澤清六の養子となり、鶴澤家へ入った。初代清六の娘である鶴澤きくと初代豊澤新左衛門の娘である「おあい」と結婚したためである（血縁上は初代清六の孫婿にあたる）。これは、清六の養子となり、二代目鶴澤清六を継がせるという話だった。芸名も豊澤九市から鶴澤九市と改めている。（鶴澤九市が記載された番付有り）妻である「おあい」との間に「おとく」という娘を設ける。この「おとくの娘」が五代目徳太郎後の四代目鶴澤清六の最初と妻となった（前述の通り）。鶴澤家に入った九市であったが、「九市は清六の家へ往つてから技倆（うで）が下がつた」との噂が立ち、義父である新左衛門に頼み離縁をとり、豊澤九市へと復した。妻であった「おあい」はこの後、九市が弾いていた初代春子太夫後の三代目竹本大隅太夫へと嫁いだ。まさに幻の二代目鶴澤清六であった。（血縁関係については、初代鶴澤清六の「親族」欄を参照）

### 五代目豊澤源吉を襲名
明治12年（1879年）3月大江橋北詰席にて、豊澤九市改め五代目豊澤源吉を襲名。弱冠二十歳であった。この頃、巡業先（長崎）にて行き違いから春子太夫と衝突を起こし、春子太夫と別れる。源吉は、春子太夫より格上の太夫を弾いて春子太夫の鼻柱を挫いてやりたいとの一心で、京町堀千秋橋の近所に借宅をし、昼は靱の連中や北新地で出稽古、夜は清水町の團平師匠の家で稽古を受けに行くという日々を過ごし、あまりの忙しさに二十日あまりも入浴せず、虱がわき、異臭をはなったが、それに構わず一心不乱に芸道に励み、明治17年（1884年）3月、その年に開場した彦六座にて、『八陣守護城』「毒酒の段 切」で六代目竹本組太夫を弾くことになった。この組太夫について「組太夫といふ人は音聲の大きい腹の強い人で、私は腕によりをかけて力競べを致し遂々弾き勝ちますと先方も一生懸命で其次興行の『本朝廿四孝』の「勘助住家」の時には私が負けて肋膜炎にかかつた時は随分重患で加之（おまけ）に生計上（くらしむき）が困難になつて丁度三年間程芝居へも出勤せず商業に手を出したり稽古屋をしたりして（いた）」と語っている。このように病気で芝居を休んでいたが、明治20年（1887年）に師匠團平が大隅太夫、源太夫、朝太夫を伴い東京へ巡業をすることになりに伴い、朝太夫を弾き舞台復帰した。三年後に帰阪。

### 師匠團平との諍いと別れ
明治23年（1890年）師匠團平と大隅太夫の一行が長崎へ巡業へ行った折、榎津町の榎津館にて團平がインフルエンザに罹ったため、源吉が長崎へ駆けつけ、師匠の介抱の傍ら、大隅太夫を弾いた。久々に大隅太夫を弾いた源吉は「師匠（團平）の修行で技芸も上達して長崎興行中は豪い聲で三味線が飛ばされ漸く熊本興行でシックリ合ふやうになりました」と語っている。
その熊本は大当たりで28日間の大入り続きであったために、源吉は師匠團平へ「熊本は大当たりの金の代りに鉛ですが何うか斯うか勤まりましたからお欣び下さい」と手紙を出したところ、師匠團平は「源吉は師匠を侮蔑にする」と激怒し、返事もしなかった。
巡業を打ち上げ帰阪した源吉であったが、師匠團平が彦六座に出勤していたため「病気の為に無理に長崎から戻つて来て其方へ挨拶もなく（彦六座）へ出勤するのは不都合ではありませんか」と忠告したところ「貴様のやうな恩知らずに言葉を交すも汚はしい」と売り言葉に買い言葉で喧嘩となり、源吉は生涯師匠の家へは足も踏み入れないと決心して神戸へ向かった。
その事件から二年後、「綿蠻たる黄鳥丘隅に止まる人として止まるを知らざれば鳥にだも若かざらんや親を持ち師を持ち妻子を持ち行年を持何を以て身を立つるや返答聞きたし」と師匠團平から手紙を貰い、自らの非を悟り、師匠團平へ謝罪し、再び師弟の関係に戻ることができた。
しかし、師匠團平は明治31年（1898年）4月1日稲荷座興行の初日に「志渡寺」を弾きながら脳溢血を起こし、病院へ運ばれる途中で落命した。

### 四代目豊澤仙左衛門を襲名
明治33年（1900年）1月明楽座にて源吉改め四代目豊澤仙左衛門を襲名。盟友大隅太夫の『染模様妹背門松』「質店の段」を弾き、披露狂言とした。
豊澤仙左衛門の名跡は、義父豊澤新左衛門が前名仙八時代に襲名を希望するも、名乗れなかった名跡であり、そのために初代として新左衛門を興したエピソードがある。明治36年（1903年）に竹本生島太夫（後の竹本大島太夫）と共に東京で各座に出勤し、明治38年（1905年）に堀江座が開場するにあたり帰阪した。

### 二代目豊澤團平を襲名
師匠團平の実家である加古家では、大團平の遺志を以て「豊澤團平」の名跡を豊澤仙左衛門に相続させることとした。
これに伴い、明治40年（1907年）6月15日、師匠團平の高弟である豊澤團七、豊澤龍助、豊澤小團二が三者平等の立場で立会いの上、「二代目團平名義を使用候儀は相続と借用との区別を明かに承諾の事師名拝借仕候事に相違無之候也」と二代目團平名義貸与の契約書を交わした。これにより仙左衛門は一代を限り團平を襲名することに決した。
仙左衛門改め二代目豊澤團平襲名披露は同年7月東京明治座『仮名手本忠臣蔵』で行われた。翌々月の9月には大阪市の側堀江座にても襲名披露を行った。襲名披露狂言は『摂州合邦辻』「合邦内の段 切」。太夫は三代目竹本大隅太夫であった。晩年は舞台から引退し、東京日本橋矢の倉へ移り住んだ。
大正10年（1921年）5月5日、64歳で生涯を閉じた。鶴澤清六か豊澤團平かという人生であった。戒名は慈音院釋團平居士。大阪市木津勘助町唯専寺に墓所があったと伝わる。
墓（碑）は高野山に師匠初代團平と並んで建てられている。

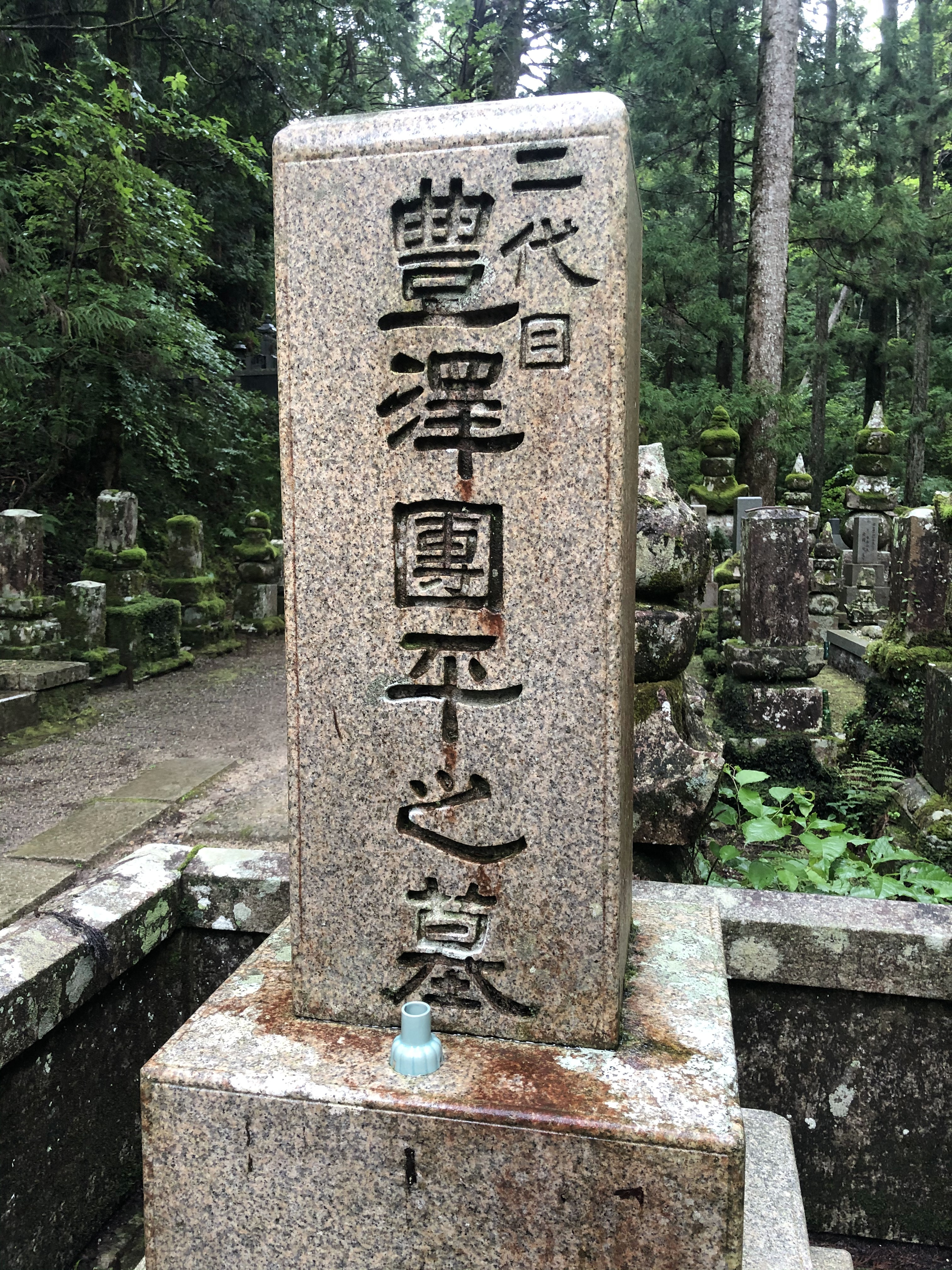
二代目豊澤團平の墓

### 作曲
『大江山酒吞童子』「一条もどり橋の段」（『増補大江山』「戻り橋の段」）
明治33年（1900年）3月明楽座初演。
〈配役〉
渡辺綱…竹本生嶋太夫
扇折の娘…三代目竹本伊達太夫（六代目竹本土佐太夫）
三味線…四代目豊澤仙左衛門（二代目豊澤團平）
八雲…豊澤富子・鶴澤伊之助
大薩摩…鶴澤友松（初代鶴澤道八）・五代目竹本錣太夫（番付は友松を先に記載）
この時大薩摩を弾いた鶴澤友松（初代鶴澤道八）は、『道八芸談』 に「このとき「戻り橋」の書卸しで、節付は植畑（仙左衛門）さん、私は植畑さんの注文で大薩摩を弾きましたら、義太夫の三味線が細棹を弾いてはいかん、と因講で問題になりましたが、すぐ解決しました。この芝居で私は三段目のえらい場（「平井保昌屋敷の段」）を勤めてすぐ大薩摩に出、また「松太夫（住家の段）」の三段で「えらい／＼」といひながら勤めました。」とに記している。細棹の三味線を初めて義太夫節の三味線弾きに弾かせた作品。
『雪中の行軍』（『奥羽雪中行軍』）「山渕大隊長一行悲劇の段」
明治35年（1902年）3月明楽座初演。八甲田雪中行軍遭難事件を脚色した新作。
〈配役〉
山渕少佐…豊竹此太夫
神谷少尉…竹本小隅太夫（竹本織太夫（代数外））
後藤伍長…竹本弥生太夫
水野中尉…豊竹此路太夫
木村兵士…竹本好友太夫
兵士…竹本組代太夫
猟人…竹本隅の太夫
三味線…四代目豊澤仙左衛門（二代目豊澤團平）他
・高安月郊作『櫻時雨』
明治39年（1906年）9月市の側堀江座初演。
〈配役〉
六条廓揚屋の段…竹本米太夫
奥座敷の段…四代目竹本雛太夫
大門外の段…五代目竹本錣太夫
桜町侘住家の段…三代目竹本伊達太夫（六代目竹本土佐太夫）・四代目豊澤仙左衛門（二代目豊澤團平）